# Samsung B7300
Samsung B7300 (còn được gọi là Omnia Lite) là điện thoại di động sản xuất bởi Samsung và là một phần của dòng sản phẩm Samsung Omnia series. Công bố vào tháng 3 năm 2009, Omnia Lite được phát hành vào tháng 9 năm 2009. Nó dựa trên Omnia và Tocco Ultra.

## Liên kết
- Official website Lưu trữ ngày 3 tháng 2 năm 2010 tại Wayback Machine
- samsung omnia updates